# جراحة عظمية محوسبة

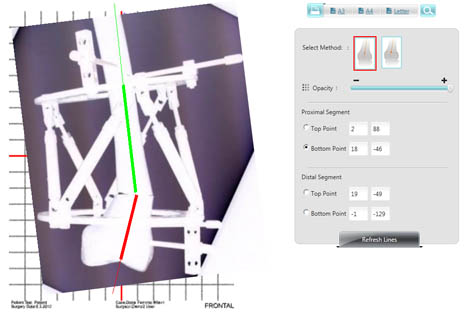

الجراحة العظمية المحوسبة أو الجراحة العظمية بمساعدة الحاسوب (بالإنجليزية: Computer Assisted Orthopaedic Surgery)‏ ـ وتختصر بالإنجليزية إلى CAOS  ـ هي مبحث في جراحة العظام تستخدم فيه تقنيات الحاسوب قبل و/أو أثناء و/أو بعد العملية الجراحية للخروج بأفضل نتيجة ممكنة للجراحة. تستفيد الجراحة العظمية المحوسبة من العديد من المباحث التقنية مثل الهندسة وعلوم الحاسب والروبوتية.
ينصب دور الجراح في الجراحات العظمية المحوسبة (استبدال المفاصل كمثال) على دمج أجزاء المفصل الاصطناعي بالتركيب التشريحي الطبيعي للمريض، وتتيح تقنيات الجراحة العظمية المحوسبة للجراح:
- أن يضع خطته لتركيب مكونات المفصل قبل أن يبدأ الجراحة، بما في ذلك أن يحدد المقاسات المناسبة لتلك المكونات.
- أن يتحكم في الوضع الصحيح للمفصل أثناء العملية، ملتزماً بالخطة المرسومة مسبقاً.
- أن يقيم الناتج النهائي بعد العملية.

وباستخدام تقنيات الجراحة العظمية المحوسبة، يستطيع الجراح تحديد المعالم التشريحية التي يصعب رؤيتها عند استخدام شق جراحي صغير، ويرشد نظام الإبحار الجراح أثناء قطع العظم وأثناء التركيب النهائي للمفصل الاصطناعي.
وفي أنظمة الجراحة العظمية المحوسبة، يتفاعل الحاسوب مع أجزاء الجسم باستخدام الأشعة تحت الحمراء وكواشف. ويلزم لذلك النظام استخدام الأشعة المقطعية أو جهاز الأشعة المرئية (سي آرم) بالتزامن مع خطوات العملية الجراحية.

## وصلات خارجية
موقع الجمعية الدولية للجراحة العظمية المحوسبة (بالإنجليزية)